# 智利国徽
智利国徽採用於1834年，為盾形，由英國設計師查理·伍德·泰勒（Charles Wood Taylor）設計。上為藍，下為紅，中間是白色的五角星。頂端有藍、白、紅三根羽毛，是昔日總統的帽飾，左側是安第斯山區特有的馬駝鹿，右側則是安地斯神鷹，頭上戴上代表智利海軍英勇的金冠。底部白色飾帶上為1810年反抗西班牙殖民統治的鬥爭口號：「依靠公理或武力」（Por la Razón o la Fuerza）。